# Zimmermannia phleophaga
Zimmermannia phleophaga is een vlinder uit de familie van de dwergmineermotten (Nepticulidae). De wetenschappelijke naam is voor het eerst voorgesteld als Ectoedemia phleophaga door Augustus Busck in een publicatie uit 1914.
De soort komt voor in de Verenigde Staten.